# 가크룩스
가크룩스(영어: Gacrux) 또는 남십자자리 감마(γ Cru)는 태양에서 가장 가까운 M형 거성이다. 겉보기등급은 +1.63으로 남반구 하늘의 남십자자리에서 세 번째, 밤하늘 전체에서 26 번째로 밝다. 센타우루스자리 알파로부터 하다르를 이은 가상의 선을 연장시키면 선분은 가크룩스로부터 북쪽의 1° 안쪽을 지나가며 이 방법으로 남십자자리의 위치를 찾아낼 수 있다. 히파르코스 계획 중 측정된 연주시차 값을 이용하여 구한 가크룩스까지의 거리는 지구로부터 약 88.6 광년 (27.2 파섹)이다.

## 명칭

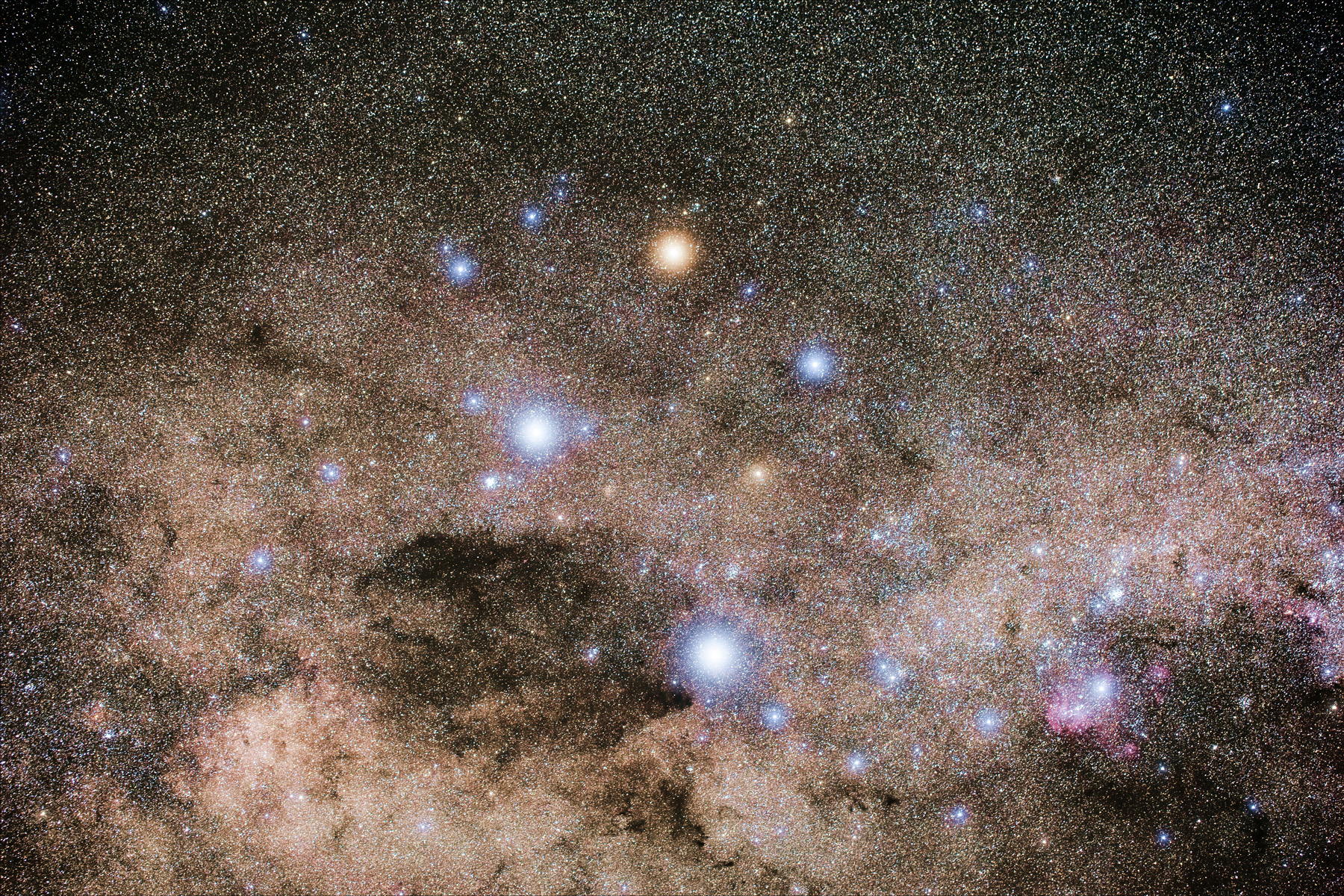
남십자자리. 가크룩스는 그림의 십자가에서 12시 방향에 있는 붉은 별이다.

남십자자리 감마 γ Crucis는 이 별을 바이어 명명법으로 부른 이름이다. 가크룩스는 대략 적위상으로 −60°에 자리잡고 있다. 고대 그리스인들과 로마인들은 가크룩스의 존재를 알고 있었으나 이상하게도 당대 이 별에는 고유 명칭이 붙어있지 않았다. 지구 자전축의 세차 운동 때문에 당시 북위 40° 이북에서도 이 별을 볼 수 있었다. 천문학자 프톨레미는 가크룩스를 센타우루스자리의 일부로 여겼다. 역사적 명칭 가크룩스 Gacrux를 최초로 이 별에 붙인 사람은 미국의 수학자이자 천문학자였던 엘리자 H. 버릿이었다. 2016년 7월 국제천문연맹 산하 항성명칭 워킹그룹(WGSN)은 상기 명칭 가크룩스 Gacrux를 남십자자리 감마에 공식적으로 부여하였다.
중화권에서 가크룩스는 아크룩스, 베크룩스, 남십자자리 델타와 함께 십자가(十字架)를 구성한다. 이들 중 가크룩스 하나만을 부르는 명칭은 십자가1(十字架一, 십자가의 첫 번째 별)이다.
오스트레일리아 중부 허만스버그 인근에 거주하는 아란다, 루리차 족은 가크룩스-남십자자리 델타(이마이)-센타우루스자리 감마-센타우루스자리 델타의 네 별이 이루는 사각형을 '이리트징가'(수리매)로 부른다.
포르투갈어를 사용하는 지역(특히 브라질)에서는 별의 색에 기인하여 가크룩스를 '후비데아' Rubídea (루비 같은)로 부른다.

## 물리적 특징
| 주기 (일) | 진폭 (등급) |
| --------- | ----------- |
| 12.1      | 0.016       |
| 15.1      | 0.027       |
| 16.5      | 0.016       |
| 54.8      | 0.026       |
| 82.7      | 0.015       |
| 104.9     | 0.016       |

가크룩스의 MK 시스템 항성분광형은 M3.5 III이다. 이 별은 주계열을 이탈하여 적색거성이 되었으나 점근거성가지가 아닌 적색거성가지상에 있을 가능성이 유력하다. 태양 질량의 약 1.3 배 정도임에도 불구하고 가크룩스의 현재 반지름은 태양의 84 배까지 부풀어올라 있다. 가크룩스는 팽창된 외포층으로부터 태양 광도의 대략 820 배에 해당되는 에너지를 복사하고 있다. 유효 온도는 3626 K으로 가크룩스의 색은 뚜렷한 적색-오렌지색을 띠어 분광형과 잘 부합된다. 이 별은 맥동 주기가 여럿 있어 준규칙 변광성으로 분류된다.(왼쪽 표 참고)
가크룩스의 대기에는 바륨이 풍부하게 포함되어 있다. 일반적으로 이 원소는 보다 진화가 진척된 동반성으로부터 온 물질로 설명되며, 이런 동반성은 향후 백색왜성으로 진화할 것이다. 그러나 가크룩스 근처에서 아직 이 동반성을 찾아내지 못했다. +6.4 등급 밝기의 짝별이 주성으로부터 방위각상 128° 위치에 2 분각만큼 떨어져 있는데 쌍안경을 이용하면 이 별을 주성과 분리하여 관측할 수 있다. 그러나 이 별은 지구로부터 약 400 광년 떨어져 있고 가크룩스와는 관계없는 안시 동반성일 뿐이다.

## 문화
가크룩스는 오스트레일리아, 뉴질랜드, 파푸아뉴기니의 국기에 남십자성의 일원으로 포함되어 있다.
브라질의 국기에서 가크룩스는 바이아주를 상징한다. 국기에서 가크룩스와 아크룩스를 지나가는 선의 위치는 브라질 공화국이 공식적으로 승인된 1889년 11월 15일 오후 8시 30분 리우데자네이루에서 바라본 하늘의 자오권이다.

## 같이 보기
- 알데바란
- 베텔게우스